# Џинџер Бејкер
Питер Едвард Џинџер Бејкер (енгл. Peter Edward "Ginger" Baker; Лондон, 19. август 1939 — Кентербери, 6. октобар 2019) био је британски музичар и текстописац, најпознатији као један од оснивача и бубњар рок супергрупе Крим, која је постојала од 1966. до 1968. године.
Заједно са осталим члановима бенда Крим, Џеком Брусом и Ериком Клептоном, примљен је у Рокенрол кућу славних 1993. године.